# أولا جون
أولا جون (بالهولندية: Ola John)‏ وهو لاعب كُرة قدم هولندي من أصل ليبيري في مركز الجناح ولد في يوم 19 مايو 1992 في زفيردو في ليبيريا، يلعب حالياً مع النادي العربي السعودي ولعب مع نادي هامبورغ الرياضي ونادي تفينتي ونادي بنفيكا ونادي الحزم السعودي والنادي العربي ولعب مع منتخب هولندا لكرة القدم ويبلغ طوله 180 سم.

## روابط خارجية
- أولا جون على موقع الاتحاد الدولي (مؤرشف)  (الإنجليزية)
- أولا جون على موقع الاتحاد الأوربي (الإنجليزية)
- أولا جون على موقع قاعدة بيانات كرة القدم.إي يو (الإنجليزية)
- أولا جون على موقع ناشيونال فوتبول تيمز (الإنجليزية)
- أولا جون على موقع Soccerbase.com (لاعب) (الإنجليزية)
- أولا جون على موقع Soccerway.com (الإنجليزية)
- أولا جون على موقع عالم كرة القدم.نت (الإنجليزية)
- أولا جون على موقع AS.com (الإسبانية)